# Oslo Esports Cup
Der Oslo Esports Cup war ein über das Internet veranstaltetes Schnellschachturnier, das vom 22. bis 28. April 2022 stattfand. Neben dem amtierenden Schachweltmeister Magnus Carlsen, der das Turnier in Zusammenarbeit mit der Schachplattform Chess24.com organisierte, nahmen sieben weitere Spieler der Weltspitze teil. Es war das dritte Turnier und das erste Major Turnier der Champions Chess Tour 2022. Im Gegensatz zu den vorherigen Online-Turnieren der Serie spielten beim Oslo Esport Cup zum ersten Mal alle Spieler zusammen an einem Ort, der sogenannten chess24 Playzone in Oslo. Der Gewinner war Jan-Krzysztof Duda.

## Übertragung
Das Turnier wurde im Internet unter anderem kostenlos auf Chess24.com und auch bei YouTube übertragen und von Großmeistern in verschiedenen Sprachen kommentiert. Für Chess24.com kommentierten u. a. Péter Lékó, Tania Sachdev und Simon Williams auf Englisch. Der norwegische Fernsehsender TV 2 zeigte den Oslo Esports Cup live.

## Modus
Für die Turnierserie war insgesamt ein Preisgeld von 1.600.000 Dollar ausgelobt. Das Preisgeld des Oslo Esports Cup betrug 210.000 Dollar. Die Bedenkzeit betrug 15 Minuten plus 10 Sekunden pro Zug. Remisangebote vor dem 40. Zug waren nicht erlaubt. Das Turnier wurde als Rundenturnier ausgetragen, dabei spielte jeder Teilnehmer ein Mini-Match, aus jeweils vier Schnellschachpartien, gegen jeden anderen Teilnehmer. Der Gewinner eines aus vier Partien bestehenden Duells erhielt drei Punkte, der Verlierer keinen Punkt. Im Falle eines Unentschiedens wurden zwei Blitzpartien und falls erforderlich eine Armageddon-Partie ausgetragen. Der Sieger des Tie-Break bekam zwei Punkte, der Verlierer einen Punkt.

## Teilnehmer
Aufgrund des Russischen Kriegs gegen die Ukraine gab es bei der Meltwater Champions Chess Tour keine russischen Spieler.
| Nr. | Name                 | Elo-Zahl Schnellschach (April 2022) | Weltrangliste Schnellschach (April 2022) | Elo-Zahl Blitzschach (April 2022) | Weltrangliste Blitzschach (April 2022) | Elo-Zahl Klassisch (April 2022) | Weltrangliste Klassisch (April 2022) |
| --- | -------------------- | ----------------------------------- | ---------------------------------------- | --------------------------------- | -------------------------------------- | ------------------------------- | ------------------------------------ |
| 1   | Magnus Carlsen       | 2847                                | 1                                        | 2832                              | 2                                      | 2864                            | 1                                    |
| 2   | Anish Giri           | 2730                                | 15                                       | 2766                              | 10                                     | 2773                            | 8                                    |
| 3   | Eric Hansen          | 2579                                | ?                                        | 2586                              | ?                                      | 2606                            | 237                                  |
| 4   | Şəhriyar Məmmədyarov | 2722                                | ?                                        | 2769                              | 8                                      | 2771                            | 10                                   |
| 5   | Jan-Krzysztof Duda   | 2806                                | 4                                        | 2760                              | 12                                     | 2750                            | 15                                   |
| 6   | Jorden van Foreest   | 2645                                | ?                                        | 2609                              | ?                                      | 2714                            | 26                                   |
| 7   | Lê Quang Liêm        | 2660                                | ?                                        | 2686                              | ?                                      | 2709                            | 32                                   |
| 8   | R. Praggnanandhaa    | 2722                                | ?                                        | 2769                              | 8                                      | 2771                            | 10                                   |

## Ergebnisse
| Nr. | Name                 | 1   | 2    | 3  | 4  | 5    | 6    | 7    | 8  | Punkte |
| --- | -------------------- | --- | ---- | -- | -- | ---- | ---- | ---- | -- | ------ |
| 1   | Jan-Krzysztof Duda   | –   | 2 *  | ½  | 2½ | 4 *  | 2½   | 4 *  | 2½ | 14     |
| 2   | Lê Quang Liêm        | 4 * | –    | 2½ | ½  | 1½   | 3½ * | 2½   | 2½ | 13     |
| 3   | Magnus Carlsen       | 2½  | 1½   | –  | 3  | ½    | 1½   | 2½   | 2½ | 12     |
| 4   | R. Praggnanandhaa    | ½   | 2½   | 0  | –  | 2½   | 2½   | ½    | 2½ | 12     |
| 5   | Şəhriyar Məmmədyarov | 2 * | 2½   | 2½ | ½  | –    | 3½ * | 3½ * | 1½ | 11     |
| 6   | Jorden van Foreest   | ½   | 2½ * | 2½ | ½  | 2½ * | –    | 4 *  | 2½ | 10     |
| 7   | Anish Giri           | 2 * | ½    | ½  | 2½ | 2½ * | 2 *  | –    | 2½ | 9      |
| 8   | Eric Hansen          | ½   | ½    | ½  | ½  | 2½   | 1½   | 1½   | –  | 3      |